# Marly-Gomont
Pour les articles homonymes, voir Marly et Gomont (homonymie).
Pour la chanson de Kamini, voir Marly-Gomont (chanson).
Marly-Gomont (prononcé [maʁ.li gɔ.mɔ̃]) est une commune française située dans le département de l'Aisne, en région Hauts-de-France.
Ses habitants sont appelés Marlysiens,.

## Géographie
Marly-Gomont est située à l'est de Guise, sur la route départementale D 31, à mi-chemin entre cette ville et Étréaupont. Le village actuel était constitué à l'origine de deux localités, Marly (la plus importante) et, jouxtant parfaitement celle-ci par le sud-ouest, Gomont.
Ce village est installé au milieu d'une vallée verdoyante sur la rive gauche de l'Oise sur la pente d'une colline.
Le village est desservi par l'axe vert de la Thiérache (39 km) reliant Guise à Hirson. Il est aménagé pour les piétons et les cyclistes depuis 2013. La voie verte est incluse dans la véloroute Transeuropéenne Paris-Moscou, ainsi que la Transibérique, portion française de l'Eurovélo 3.

### Communes limitrophes

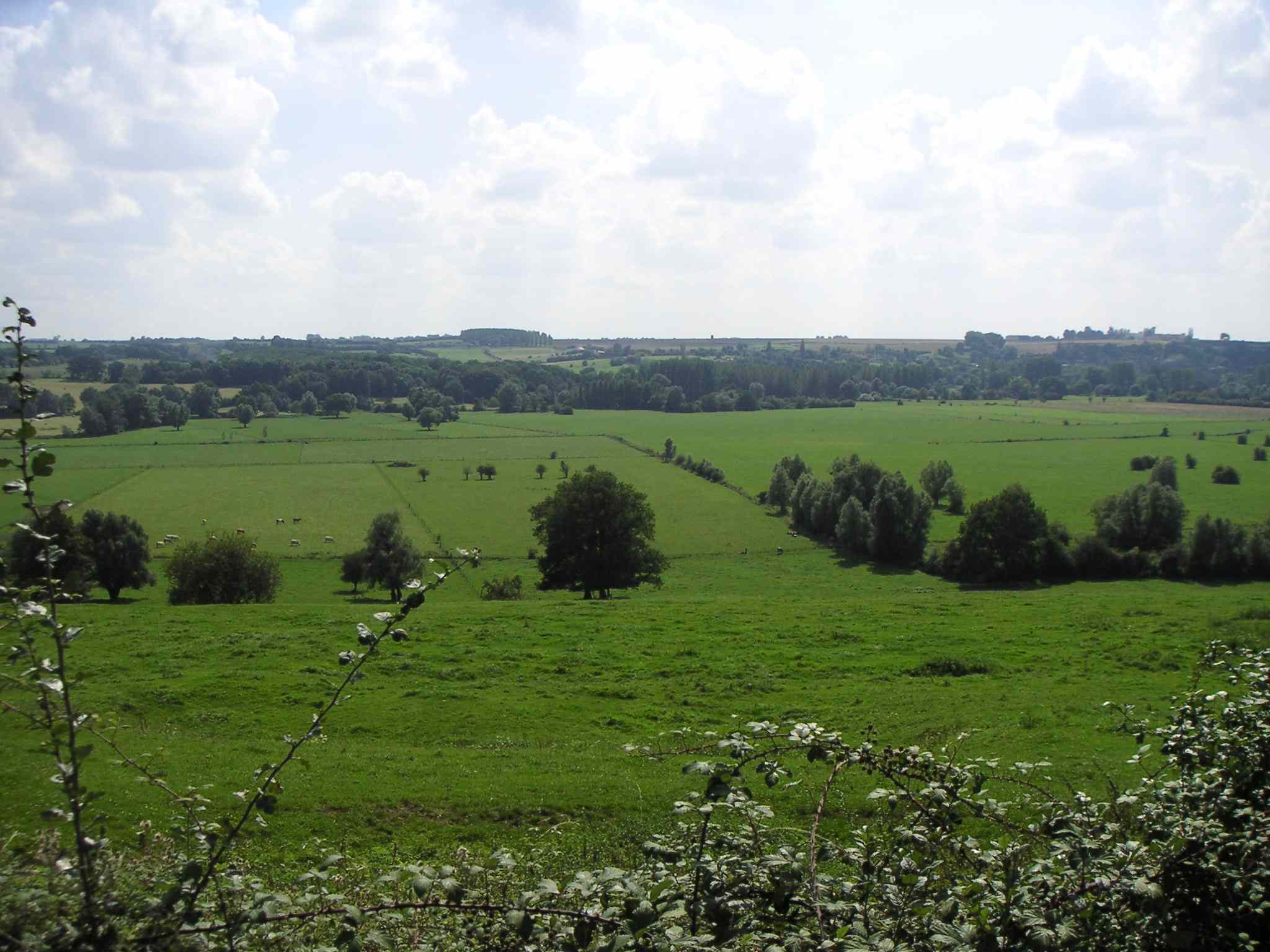
Vallée de l'Oise à Marly-Gomont.
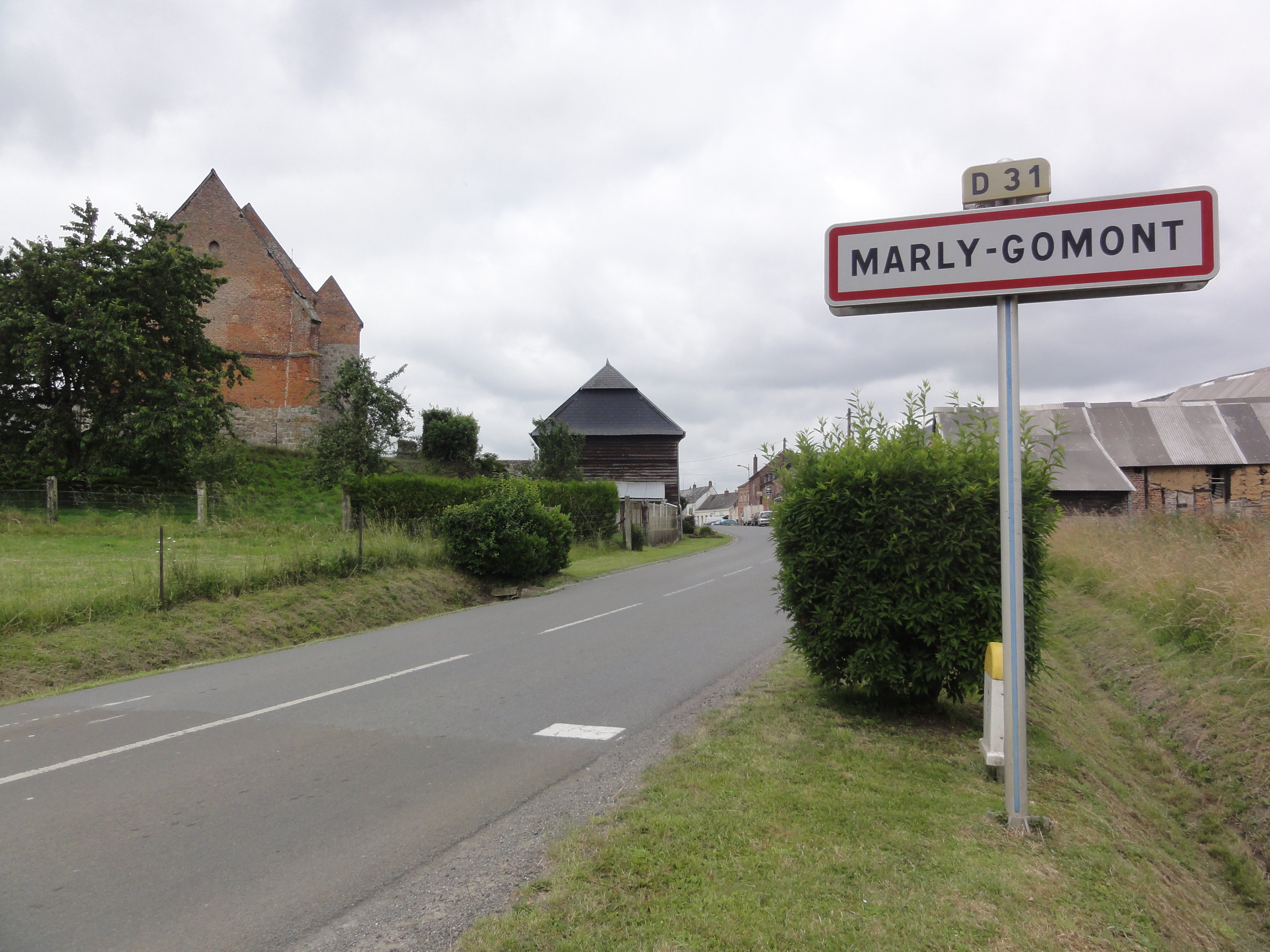
Entrée de Marly-Gomont.
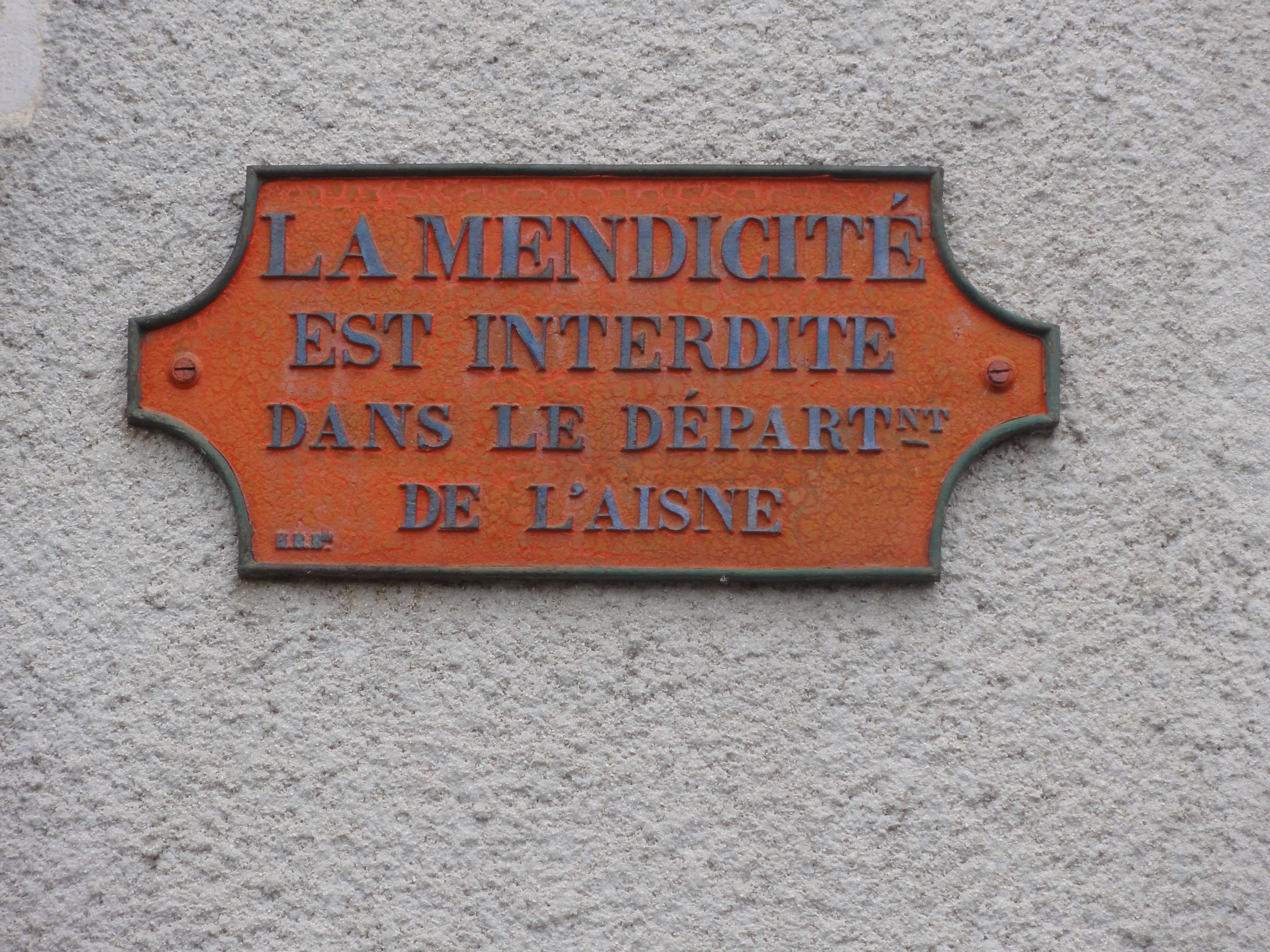
Plaque La mendicité est interdite dans le département de l'Aisne.

### Hydrographie
La commune est située dans le bassin Seine-Normandie. Elle est drainée par l'Oise, le cours d'eau 01 de la commune de Marly-Gomont, le cours d'eau 01 du Bois de la Charmoise, le cours d'eau 02 de la commune de Marly-Gomont, le fossé Villebert, l'Oise, divers bras de l'Oise et un autre petit cours d'eau,.
L'Oise prend sa source en Belgique, à 309 mètres d'altitude, dans l'ancienne commune de Forges et se jette dans la Seine à 20 mètres d'altitude, au Pointil en rive droite et en aval du centre de Conflans-Sainte-Honorine dans le département des Yvelines. D'une longueur 341 kilomètres, elle est presque entièrement navigable et bordée de canaux sur 104 kilomètres.

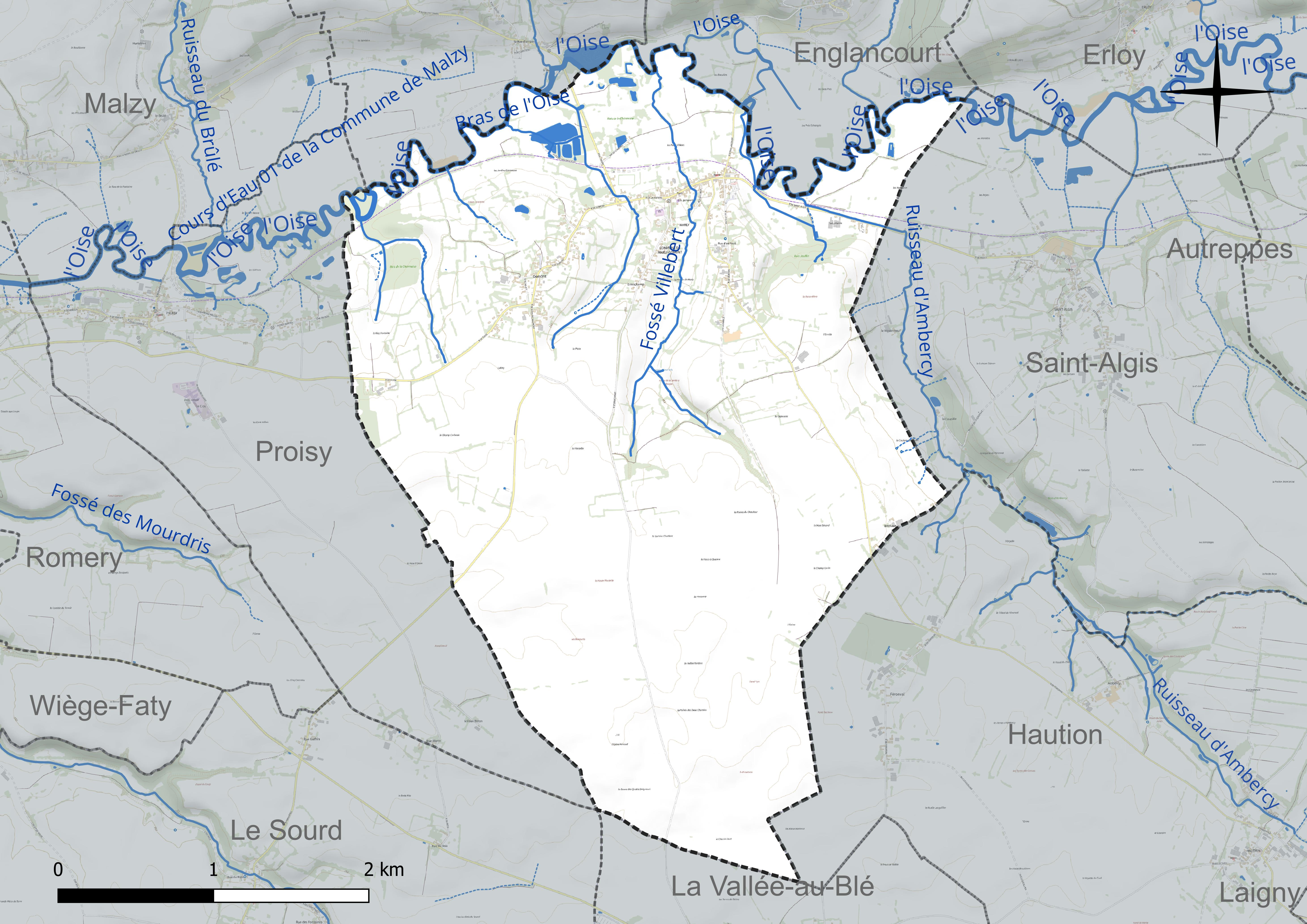
Réseau hydrographique de Marly-Gomont.

Un plan d'eau complète le réseau hydrographique : le plan d'eau 1 de la commune de Marly-Gomont (0,8 ha),.

### Climat
Pour des articles plus généraux, voir Climat des Hauts-de-France et Climat de l'Aisne.
En 2010, le climat de la commune est de type climat des marges montargnardes, selon une étude du CNRS s'appuyant sur une série de données couvrant la période 1971-2000. En 2020, Météo-France publie une typologie des climats de la France métropolitaine dans laquelle la commune est exposée à un climat océanique altéré et est dans la région climatique Nord-est du bassin Parisien, caractérisée par un ensoleillement médiocre, une pluviométrie moyenne régulièrement répartie au cours de l'année et un hiver froid (3 °C).
Pour la période 1971-2000, la température annuelle moyenne est de 10 °C, avec une amplitude thermique annuelle de 14,9 °C. Le cumul annuel moyen de précipitations est de 788 mm, avec 13,2 jours de précipitations en janvier et 9,4 jours en juillet. Pour la période 1991-2020, la température moyenne annuelle observée sur la station météorologique la plus proche, située sur la commune de Fontaine-lès-Vervins à 10 km à vol d'oiseau, est de 10,5 °C et le cumul annuel moyen de précipitations est de 826,3 mm,. Pour l'avenir, les paramètres climatiques de la commune estimés pour 2050 selon différents scénarios d'émission de gaz à effet de serre sont consultables sur un site dédié publié par Météo-France en novembre 2022.

## Urbanisme

### Typologie
Au 1er janvier 2024, Marly-Gomont est catégorisée commune rurale à habitat dispersé, selon la nouvelle grille communale de densité à 7 niveaux définie par l'Insee en 2022.
Elle est située hors unité urbaine et hors attraction des villes,.

### Occupation des sols
L'occupation des sols de la commune, telle qu'elle ressort de la base de données européenne d'occupation biophysique des sols Corine Land Cover (CLC), est marquée par l'importance des territoires agricoles (95,8 % en 2018), une proportion sensiblement équivalente à celle de 1990 (96 %). La répartition détaillée en 2018 est la suivante : 
terres arables (50,1 %), prairies (43,7 %), zones urbanisées (4,2 %), zones agricoles hétérogènes (2 %).
L'évolution de l'occupation des sols de la commune et de ses infrastructures peut être observée sur les différentes représentations cartographiques du territoire : la carte de Cassini (XVIIIe siècle), la carte d'état-major (1820-1866) et les cartes ou photos aériennes de l'IGN pour la période actuelle (1950 à aujourd'hui).

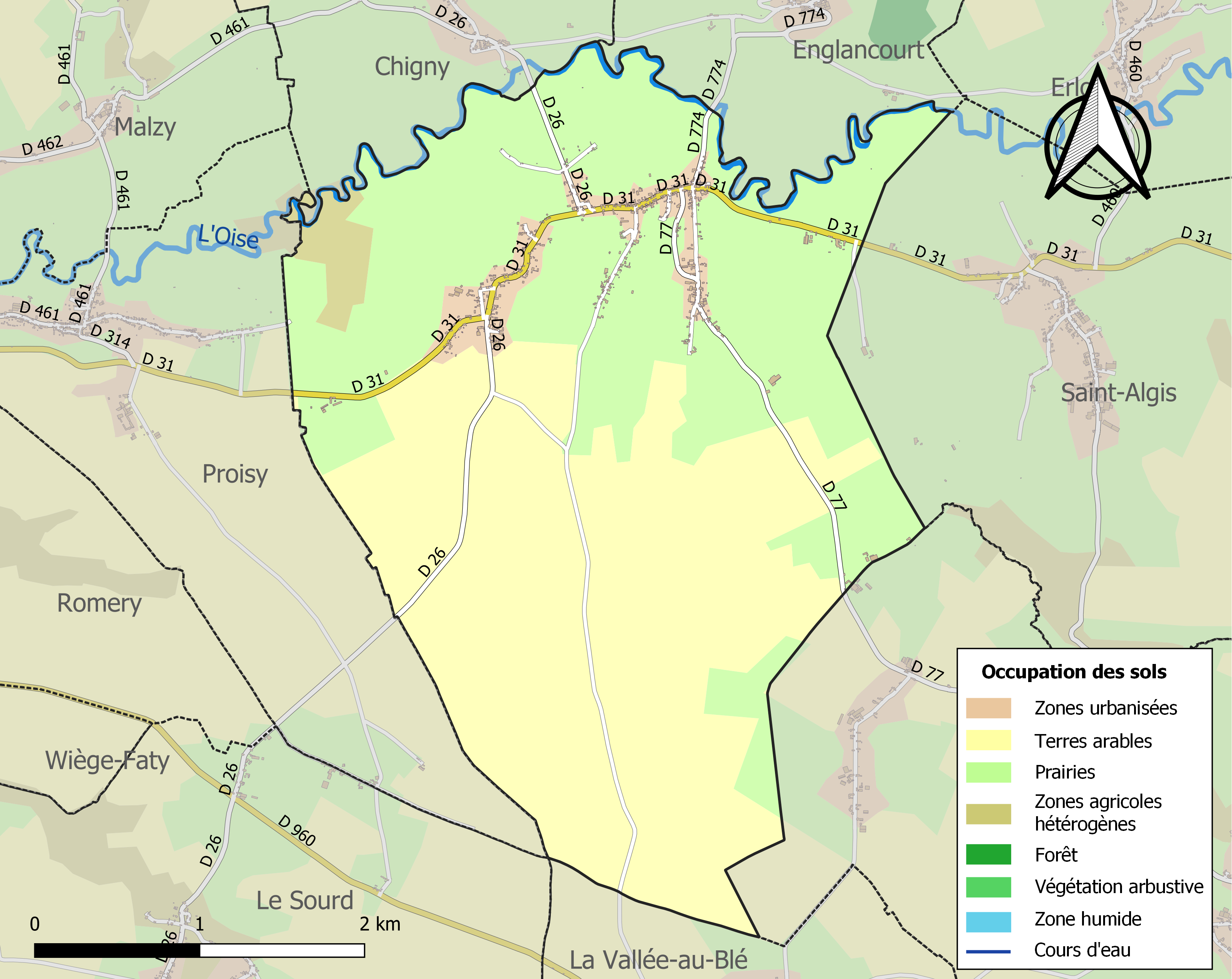
Carte de l'occupation des sols de la commune en 2018 (CLC).

## Toponymie
Le village apparaît pour la première fois en 1134 sous l'appellation de Altare Marli. puis Parrochia de Marliaco dans une charte de l'abbaye Saint-Vincent de Laon en 1241, puis Marly sur la carte de Cassini vers 1850, puis Marly-sur-Oise au XIXe siècle.
Gomont, hameau de la commune  de Marly, s'écrit Goumunt en 1161 dans un cartulaire de l'abbaye de Foigny, puis Territoriun de Goumont, Goumont, vicus qui est in parrochia de Marli en 1217, Gosmont, Gaumonts et enfin Gomont sur la carte de Cassini vers 1750.
C'est en août 1926, qu'un décret ministériel, décide que la commune de Marly portera désormais le nom de Marly-Gomont

## Histoire

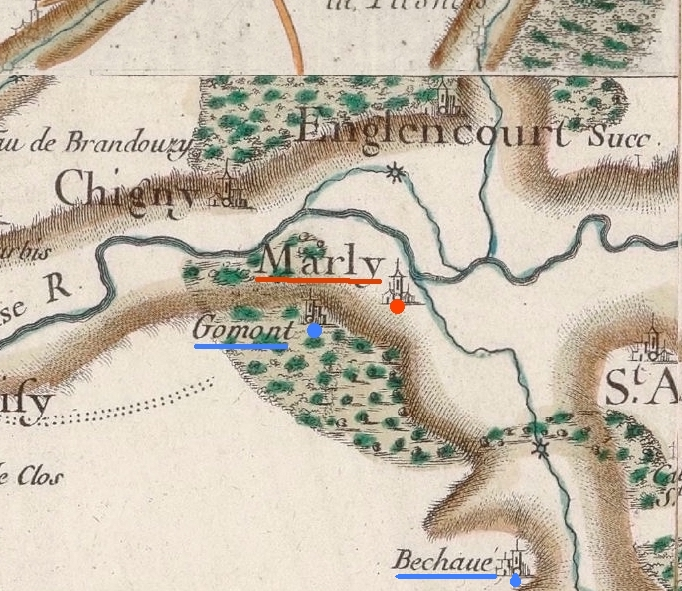
Carte de Cassini du secteur
(vers 1750).

Le début de l'histoire du village est estimé vers l'année 1100. Le village est noté alors Marley. En 1464, on trouve la graphie Marli, puis Marly. Entre 1100 et 1700, les terres sont dirigées par le seigneur de Marly qui dépend alors du duché de Guise. Les hameaux dépendant de Marly étaient Béchaué et Gomont.

### Fortifications des églises
Au XVIe siècle, lors des affrontements entre François 1er et Charles Quint, et lors de la Guerre franco-espagnole de 1635 à 1659, les villages de la Thiérache furent constamment ravagés aussi bien par les troupes françaises qu'étrangères. C'est à cette époque que la plupart des villages de Thiérache, comme Marly-Gomont, fortifient leurs églises pour permettre aux habitants de s'y réfugier an cas d'attaque. Le clocher ou la nef, faits de hauts murs de briques et surmontés d'un étage, sont flanqués de tours percées de meurtrières. En cas d'attaque de bandes de pillards, les habitants du village s'y réfugiaient avec des provisions pour tenir un siège de plusieurs jours.

### Carte de Cassini
La carte de Cassini montre qu'au XVIIIe siècle, Marly est une paroisse située sur la rive gauche de l'Oise. À l'ouest, Gomont est un hameau sur les hauteurs de la vallée de l'Oise. Au sud (à 5 km), le hameau de Bechaué comprend deux fermes actuellement  et est partagé avec le terroir de la commune d'Haution.

### L'ancienne ligne de chemin de fer de Guise à Hirson

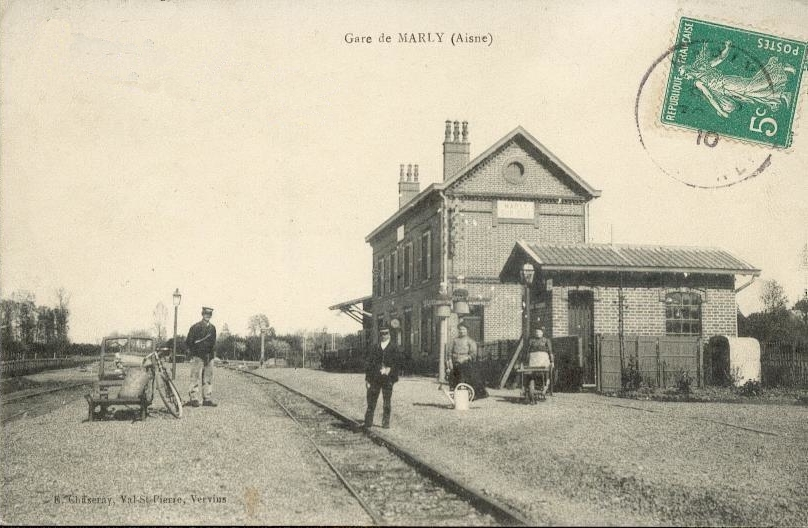
Carte postale de la gare de Marly-Gomont en 1910.

Marly-Gomont  a possédé une gare située sur la ligne de chemin de fer de Guise à Hirson qui a fonctionné de 1910 à 1978. À l'ouverture de ligne en 1910, quatre trains s'arrêtaient chaque jour dans cette gare (voir les horaires en 1910).
Son emprise est utilisée depuis 2014 par l'Axe vert de la Thiérache.

### Première Guerre mondiale

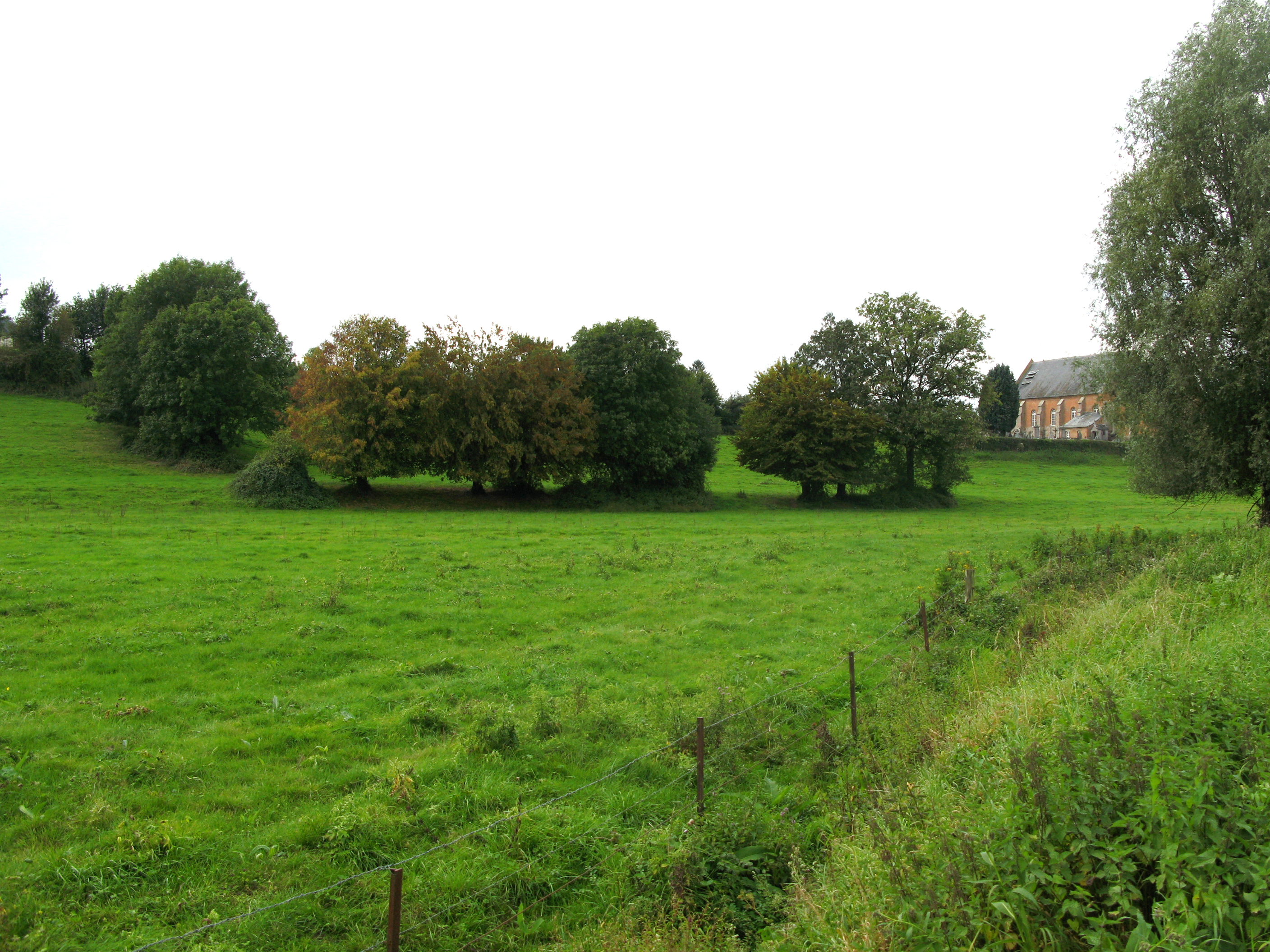
L'église, comme ailleurs en Thiérache, était protégée des assaillants par sa position élevée et par des lignes plus ou moins concentriques de haies.

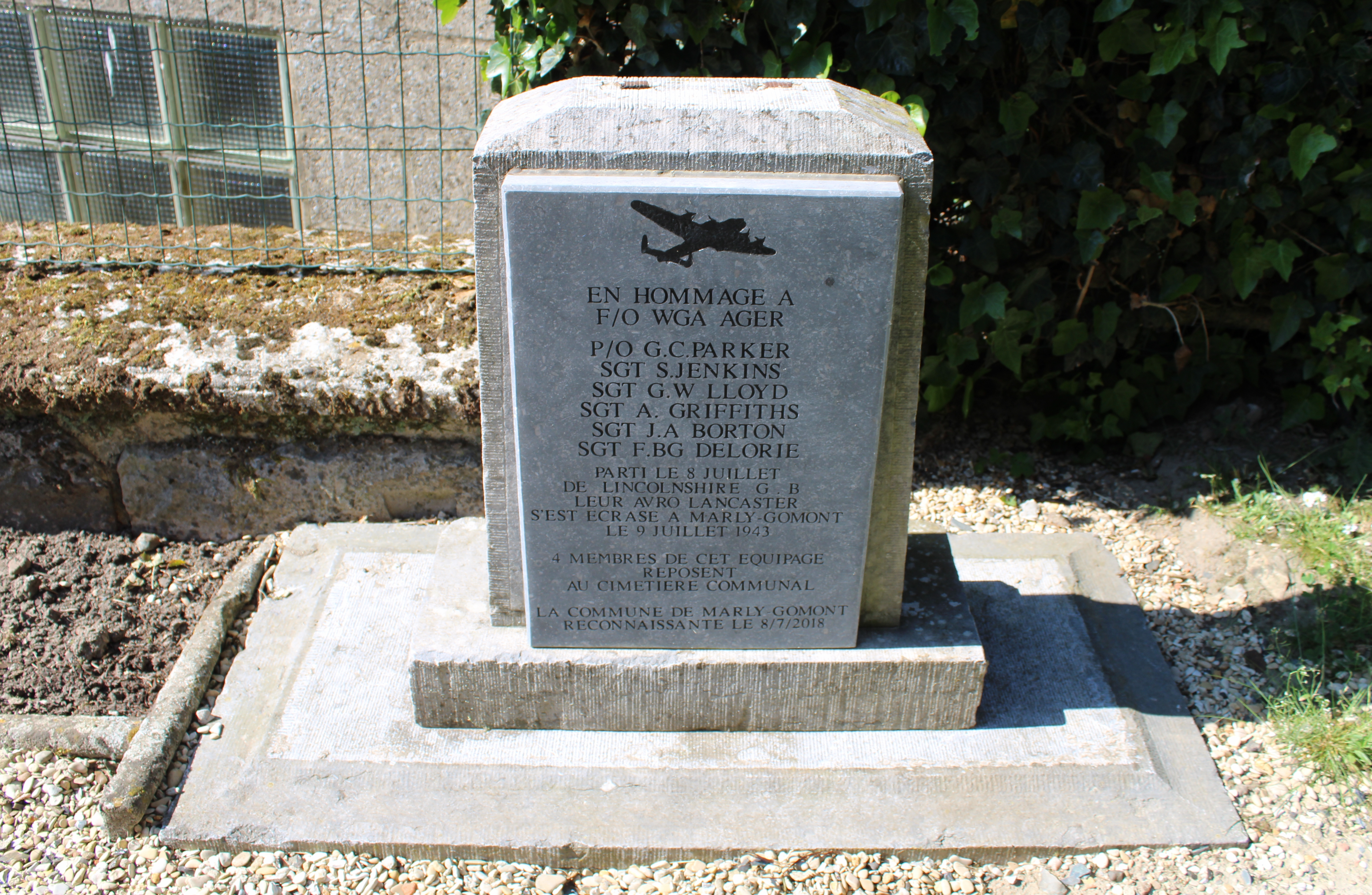
Monument hommage aux sept aviateurs tombés à Marly-Gomont le 9 juillet 1943.

Le 29 août 1914, soit moins d'un mois après la déclaration de la guerre, le village est occupé par les Allemands après la défaite de l'armée française lors de la bataille de Guise. Pendant toute la guerre, Marly-Gomont restera loin du front qui se stabilisera à environ 150 km à l'ouest aux alentours de Péronne. Les habitants vivront sous le joug de l'ennemi : réquisitions de logements, de matériel, de nourriture, travaux forcés.
Ce n'est que le 6 novembre 1918, que le 30e bataillon de chasseurs à pied libère le village de l'occupant allemand pour la partie ouest de Gomont et le quartier de la gare et le 2e bataillon du 160e régiment d'infanterie pour la partie sud et centre bourg.
Sur le monument aux morts sont écrits les noms des 34 soldats de la commune morts au Champ d'Honneur  lors de la Grande Guerre ainsi que ceux de trois victimes civiles.

### Seconde Guerre mondiale
Le 9 juillet 1943, un avion Avro Lancaster parti de Grande-Bretagne s'est écrasé à Marly-Gomont entraînant la mort de ses sept membres d'équipage dont quatre reposent dans le cimetière communal.

### XXIesiècle
En 2006, le village se fait connaître grâce à la chanson Marly-Gomont du rappeur Kamini. Cette chanson donna lieu à un film sorti en 2016 : Bienvenue à Marly-Gomont.

## Politique et administration

### Découpage territorial
La commune de Marly-Gomont est membre de la communauté de communes Thiérache Sambre et Oise, un établissement public de coopération intercommunale (EPCI) à fiscalité propre créé le 1er janvier 2017 dont le siège est à Guise. Ce dernier est par ailleurs membre d'autres groupements intercommunaux.
Sur le plan administratif, elle est rattachée à l'arrondissement de Vervins, au département de l'Aisne et à la région Hauts-de-France. Sur le plan électoral, elle dépend du  canton de Guise pour l'élection des conseillers départementaux, depuis le redécoupage cantonal de 2014 entré en vigueur en 2015, et de la troisième circonscription de l'Aisne  pour les élections législatives, depuis le dernier découpage électoral de 2010.

### Administration municipale
| Période                                  | Période                         | Identité          | Étiquette | Qualité                                                                                             |
| ---------------------------------------- | ------------------------------- | ----------------- | --------- | --------------------------------------------------------------------------------------------------- |
| Les données manquantes sont à compléter. |                                 |                   |           | |
| avant 1981                               |                                 | Michel Rimbaux    |           | |
| 1983                                     | 1989                            | René Ramollu      |           | |
| Les données manquantes sont à compléter. |                                 |                   |           | |
| mars 2001                                | octobre 2001                    | Raymond Celet     |           | |
| décembre 2001                            | avril 2014                      | Odile Gourlin     |           | |
| avril 2014                               | juin 2020,                      | Dominique Delache | SE        | Chargé de mission à la Maison des entreprises de Thiérache et de la Serre (METS) Décédé en fonction |
| septembre 2020                           | En cours (au 12 septembre 2020) | Maryse Delache    |           | Coiffeuse et veuve du précédent                                                                     |

## Démographie
L'évolution du nombre d'habitants est connue à travers les recensements de la population effectués dans la commune depuis 1793. Pour les communes de moins de 10 000 habitants, une enquête de recensement portant sur toute la population est réalisée tous les cinq ans, les populations de référence des années intermédiaires étant quant à elles estimées par interpolation ou extrapolation. Pour la commune, le premier recensement exhaustif entrant dans le cadre du nouveau dispositif a été réalisé en 2008.

En 2022, la commune comptait 484 habitants, en évolution de +3,42 % par rapport à 2016 (Aisne : −1,97 %, France hors Mayotte : +2,11 %).
| 1793 | 1800 | 1806 | 1821 | 1831  | 1836  | 1841  | 1846  | 1851  |
| ---- | ---- | ---- | ---- | ----- | ----- | ----- | ----- | ----- |
| 878  | 959  | 926  | 940  | 1 022 | 1 033 | 1 062 | 1 092 | 1 092 |

| 1856  | 1861  | 1866  | 1872 | 1876 | 1881 | 1886 | 1891 | 1896 |
| ----- | ----- | ----- | ---- | ---- | ---- | ---- | ---- | ---- |
| 1 035 | 1 006 | 1 025 | 981  | 949  | 962  | 890  | 867  | 813  |

| 1901 | 1906 | 1911 | 1921 | 1926 | 1931 | 1936 | 1946 | 1954 |
| ---- | ---- | ---- | ---- | ---- | ---- | ---- | ---- | ---- |
| 800  | 803  | 812  | 736  | 697  | 679  | 668  | 600  | 606  |

| 1962 | 1968 | 1975 | 1982 | 1990 | 1999 | 2006 | 2008 | 2013 |
| ---- | ---- | ---- | ---- | ---- | ---- | ---- | ---- | ---- |
| 614  | 551  | 507  | 420  | 464  | 429  | 420  | 418  | 445  |

| 2018 | 2022 | - | - | - | - | - | - | - |
| ---- | ---- | - | - | - | - | - | - | - |
| 482  | 484  | - | - | - | - | - | - | - |

## Culture locale et patrimoine

### Lieux et monuments
- Église Saint-Rémy de Marly-Gomont, une des multiples églises fortifiées de Thiérache.
- Ruine d'un ancien moulin à eau.
- Ancienne chapelle de Gomont.
- Monument aux morts.
- Axe vert de la Thiérache, piste de randonnée sur l'ancienne voie ferrée, et l'ancienne gare de Marly-sur-Oise.

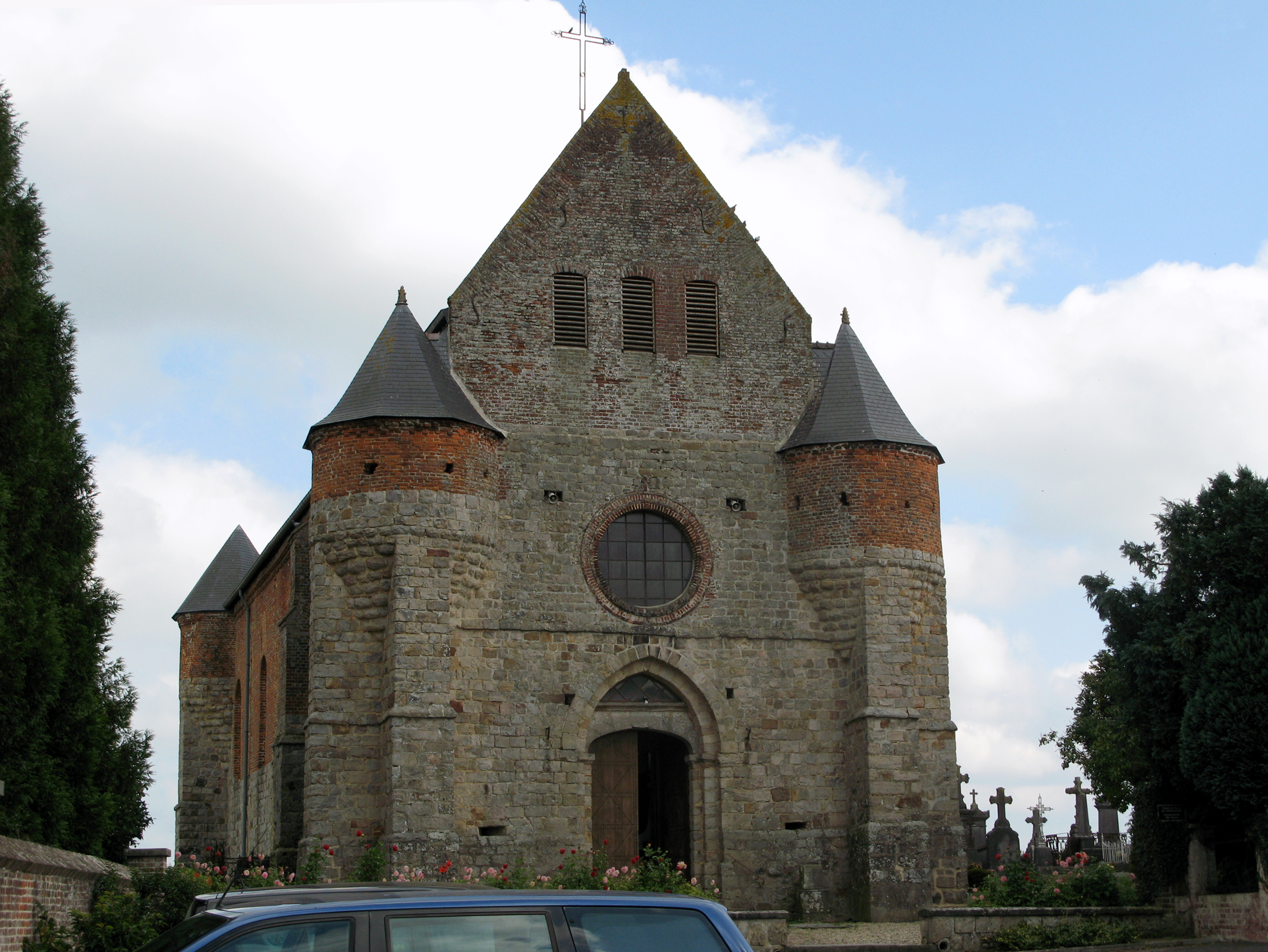
Façade de l'église fortifiée de Marly.
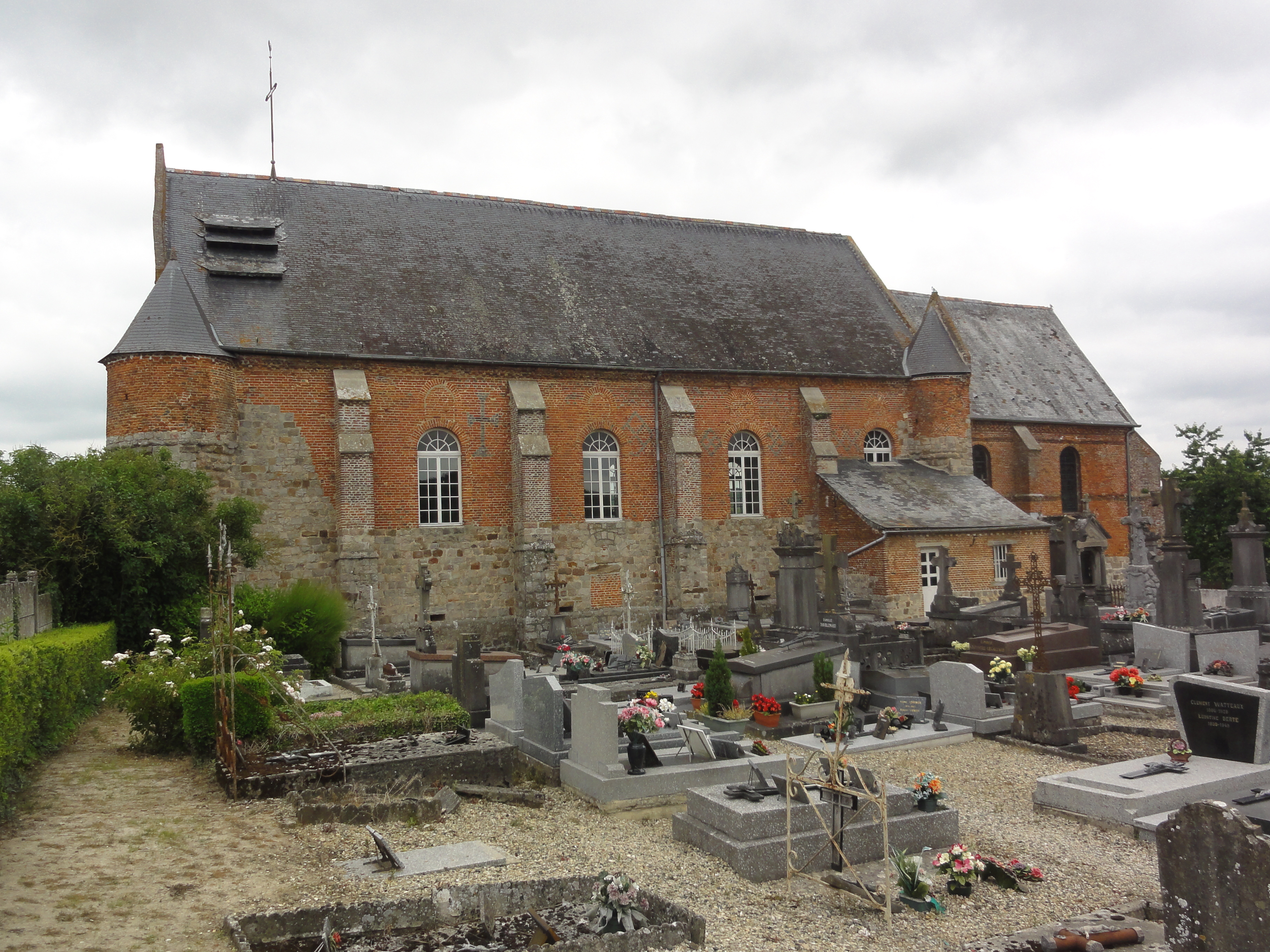
L'église de Marly vue du cimetière.
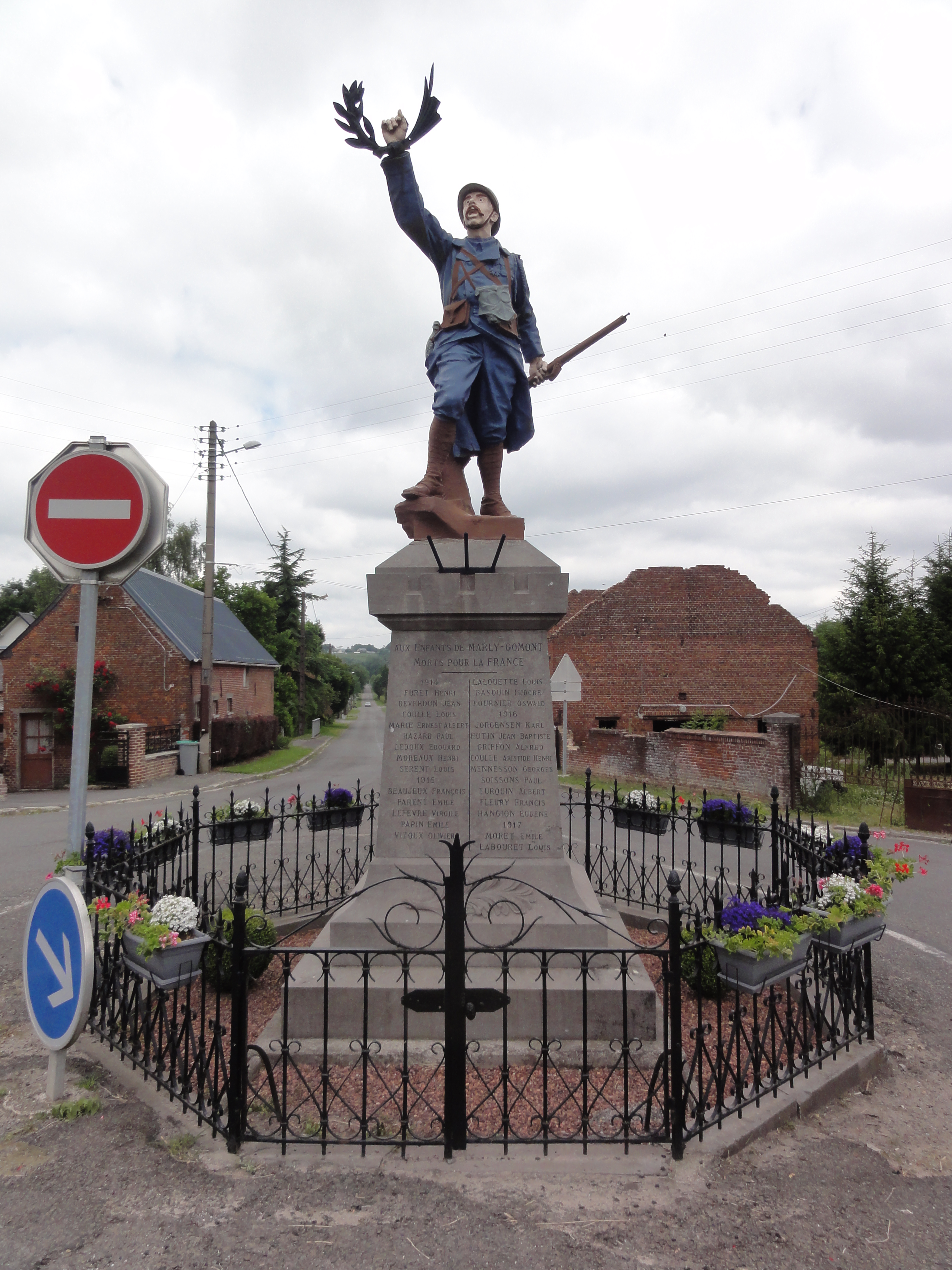
Monument aux morts à Marly.
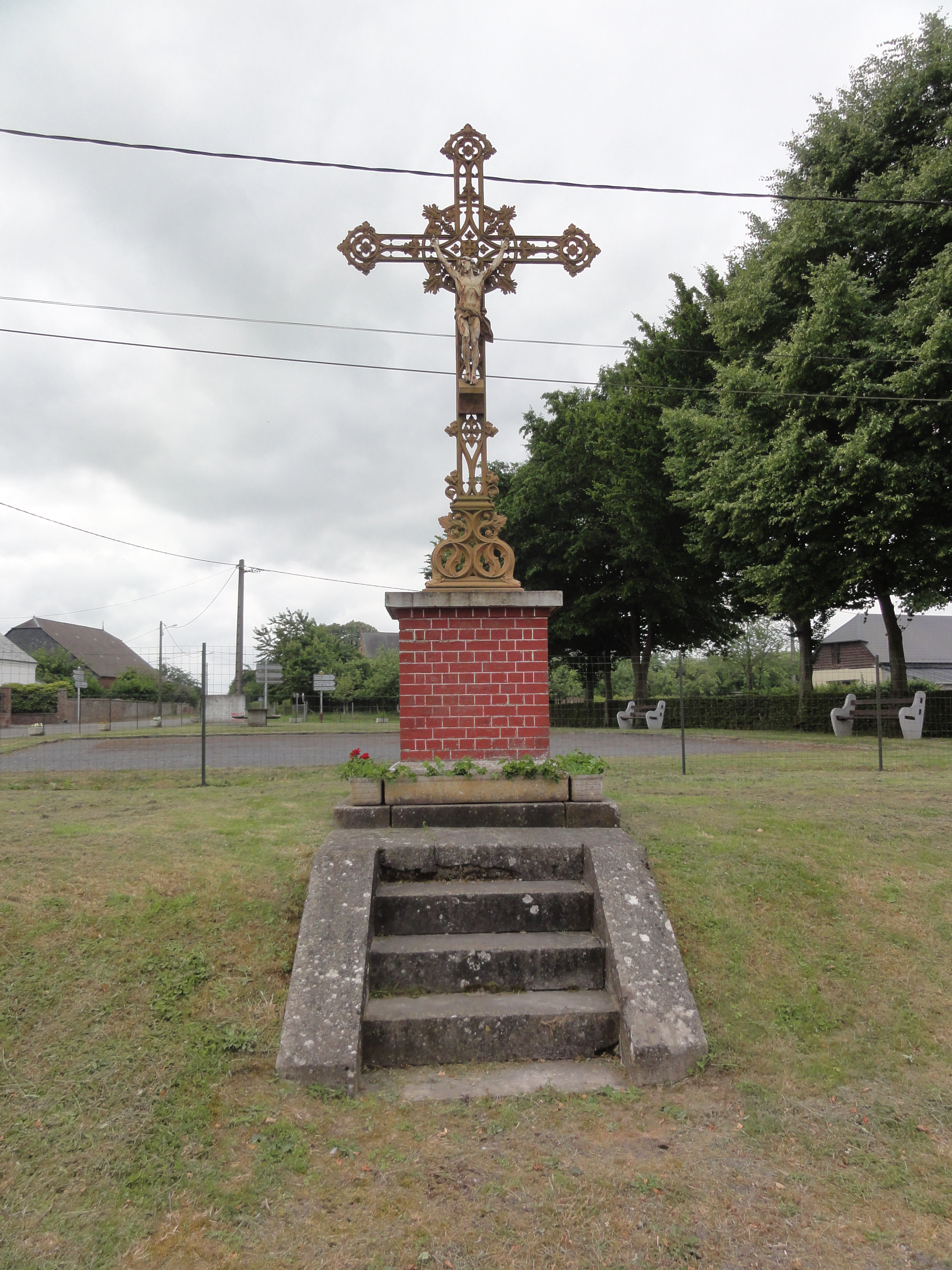
Croix de chemin à Gomont.
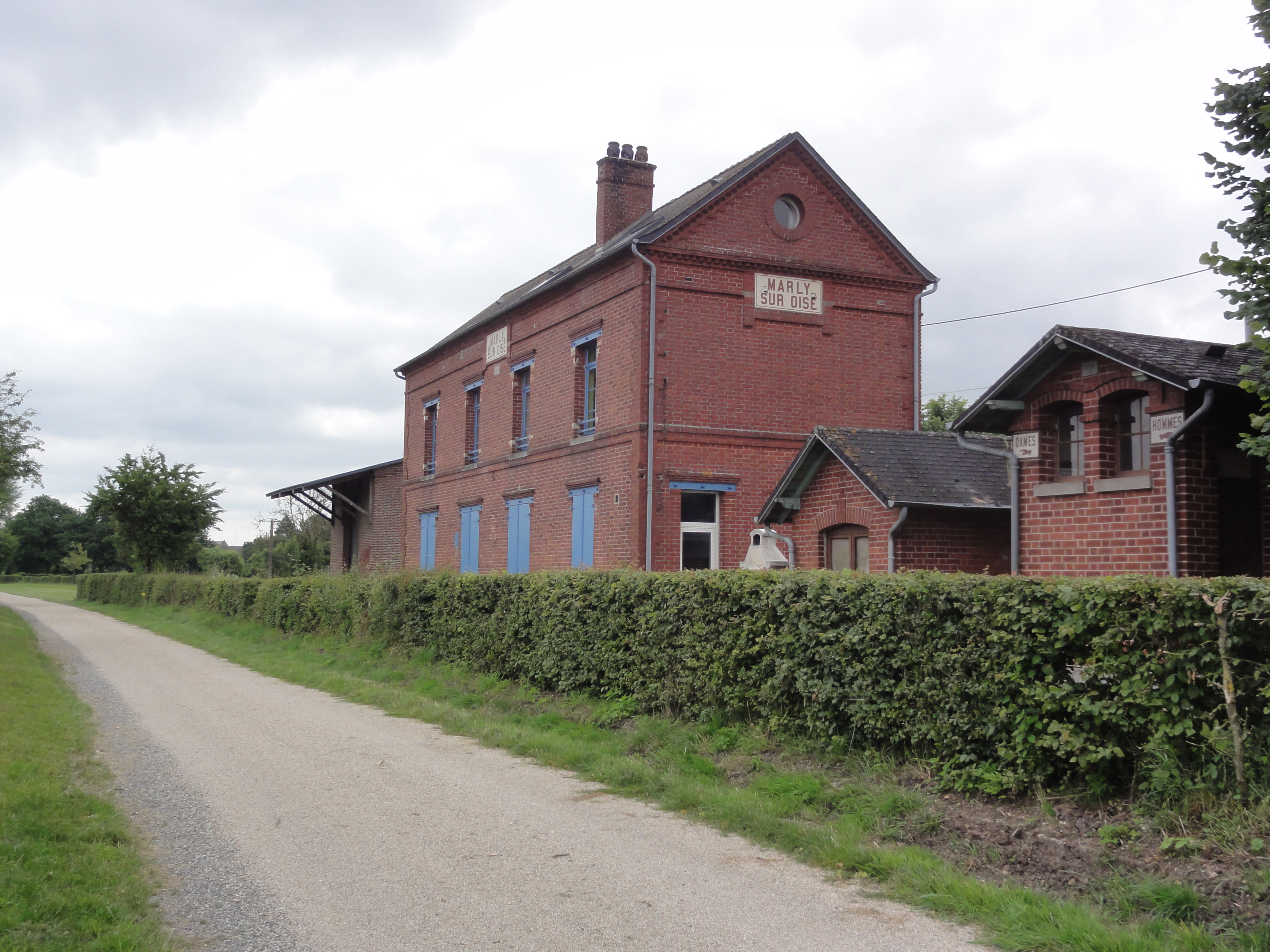
L'axe vert et l'ancienne gare de Marly-sur-Oise.
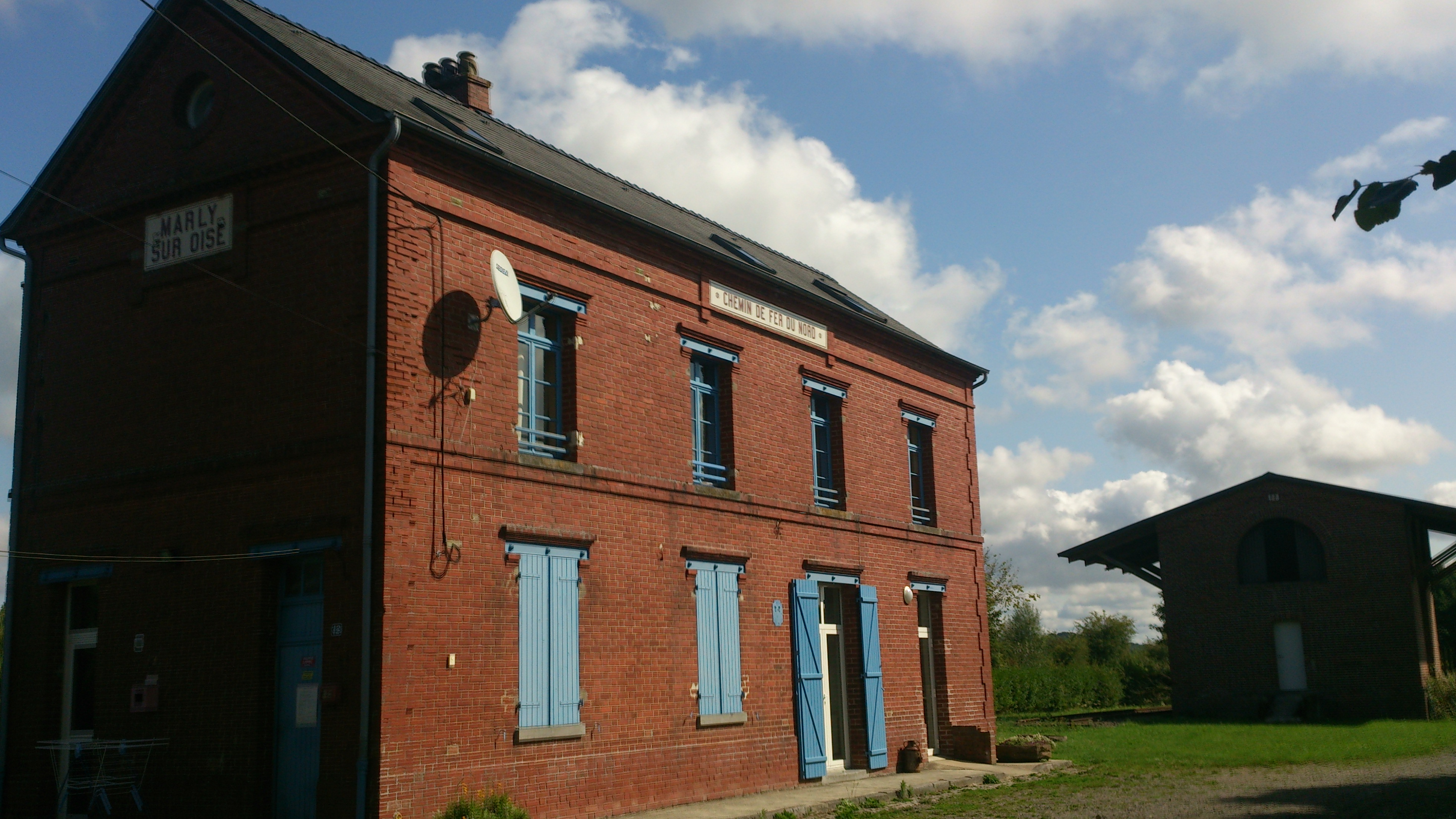
L'ancienne gare de Marly-sur-Oise devenue habitation (août 2015).

### Personnalités liées à la commune
- Kamini, rappeur, auteur et interprète de la chanson Marly-Gomont. Dans cette chanson, Kamini évoque sur un ton humoristique la vie d'une famille noire dans un petit village picard, et ses problèmes de racisme — mais aussi, de manière plus générale, les difficultés des jeunes du monde rural[42]. Le clip vidéo diffusé sur internet a rencontré un énorme succès en automne 2006 et a propulsé Kamini sur de nombreux médias en France et à l'étranger. La nouvelle notoriété nationale de Marly-Gomont a entraîné le vol des trois panneaux de la commune en janvier 2007. En juillet 2008, de nouveaux panneaux en béton sont situés à l'entrée du village. Ces deux panneaux, peints par MIcowËL, illustrent chacun un titre du chanteur Kamini. Ainsi en 2016, sort le film Bienvenue à Marly-Gomont réalisé par Julien Rambaldi. Ce film retrace l'histoire du père de Kamini à son arrivée à Marly-Gomont.
- Le Dr Seyolo Zantoko, père de Kamini, a exercé à Marly-Gomont des années 1970 à 2009, année de sa mort accidentelle sur route, médaillé pour service rendu à la Picardie[43].

### Héraldique
| Blason de Marly-Gomont | Blason  | Parti : au 1er coupé au I fascé de gueules et d'argent de huit pièces, au II d'azur à trois fleurs de lis d'or et à la bordure de gueules, au 2e d'azur semé de fleurs de lis d'or ; sur le tout, d'or au lion de gueules. |
| Blason de Marly-Gomont | Détails | Blason officiel. |